# На рубеже Азии
«На рубеже Азии» — очерк русского писателя Дмитрия Мамина-Сибиряка, опубликованный в 1882 году.

## История создания и публикации
Очерк «На рубеже Азии» публиковался в журнале «Устои», в номерах с 3 по 5 за 1882 год.
Мамин-Сибиряк планировал, что этот рассказ, первоначально носивший название «Мудрёная наука», будет опубликован в журнале «Слово» в начале 1882 года. Писатель отправил его туда осенью 1881 года, но в конце года издание было закрыто. Тогда он отдал его в журнал «Устои», редактор которого предложил дать ему новое название «На рубеже Азии»

## Критика
Очерк «На рубеже Азии» получил различные отзывы у публики. Он характеризуется острой критикой духовенства, их связей с сильными мира сего. В поздних произведениях Мамина-Сибиряка эта критика стала мягче, о чём с неудовольствием отмечал Максим Горький.
Критик Арсений Введенский дал неоднозначную оценку очерку в «Голосе». Он отметил живость и реалистичность образов его героев, что свидетельствует о непосредственных наблюдениях за людьми и явлениями, описанными в очерке. С другой стороны Введенский напрочь отказал рассказу в художественных достоинствах. Возможно именно эту рецензию Мамин-Сибиряк имел ввиду, когда осуждал кабинетных критиков.